# Anagrus flaveolus
Anagrus flaveolus is een vliesvleugelig insect uit de familie Mymaridae. De wetenschappelijke naam is voor het eerst geldig gepubliceerd in 1913 door Waterhouse.